# Огнівцев Олександр Павлович
Олекса́ндр Па́влович Огні́вцев (* 27 серпня 1920, Петровське, Луганська область — † 8 вересня 1981, Москва) — український та російський співак (бас) радянських часів, лауреат Державної премії СРСР (1951), заслужений артист РСФСР (1956), народний артист РСФСР (1959), народний артист СРСР (1965). Нагороджений двома орденами Леніна (1971 і 1976), «Знак Пошани» (1951), Трудового Червоного Прапора (1980).

## Життєпис
Закінчив Харківський технікум зв'язку, працює диспетчером зв'язку на Далекому Сході. 1944 року після звільнення від нацистської окупації відновлював телефонні лінії на залізничних станціях України та Молдавії.
1949 року закінчив Кишинівську консерваторію — по класу В. Г. Дольєва та Б. Мілютіна, того ж року прийнятий солістом в Великий театр СРСР — виступав по 1981 рік.
1951 року здобув Першу премію Третього Всесвітнього фестивалю молоді та студентів у Берліні.

## Театральна творчість
Виконані партії:
- Тезей — «Сон літньої ночі» Б. Бріттена,
- Філіпп ІІ — «Дон Карлос» Дж. Верді,
- Мефістофель, «Фауст» Гуно,
- Борис Годунов, «Борис Годунов» Мусоргського,
- Досифей, «Хованщина» Мусоргського — Державна премія СРСР, 1951,
- Іван Грозний, «Псковитянка» Римського-Корсакова,
- Дон Базіліо, «Севільський цирульник» Россіні,
- Варязький гість, «Садко»,
- Князь Болконський — «Війна та мир» — по Толстому,
- Вожак, «Оптимістична трагедія» Холмінова,
- Гремін, «Євгеній Онєгін» Чайковського,
- Рене — «Іоланта» Чайковського.

## Камерні виконання, грамплатівки, гастролі, кіно
З камерної музики виконував твори М. Глінки, О. Гречанінова, Е. Гріга, Ц. Кюі, Ф. Ліста, Ж. Массне, С. Рахманінова, А. Рубінштейна, Ф. Шуберта, Р. Штрауса.
Також виступав як концертний співак, був з гастролями за кордоном СРСР: Австрія, Афганістан, Індія, Італія, Канада, ПНР, США, Угорська народна республіка, Франція, ЧССР, Швеція, Японія.
Випущені платівки з його записами:
- 1951 — Старий циган, «Алеко» С. Рахманінова, диригент Микола Голованов,
- 1958 — Микола І, «Декабристи» Ю. Шапоріна, диригент Олександр Мелік-Пашаєв,
- 1970 — Гремін, «Євгеній Онєгін» П. І. Чайковського, диригент Мстислав Ростропович,
- 1974 — Досифей, «Хованщина» Мусоргського, диригент Борис Хайкін,
- 1982 — Генерал, «Гравець» С. Прокоф'єва, диригент Олександр Лазарєв.

Знімався в кіно:
- 1951 — студент Московської консерваторії, «Великий концерт», режисер В. П. Строєва,
- 1952 — Федір Шаляпін — «Римський-Корсаков», режисери Г. С. Казанський та Г. Л. Рошаль,
- 1953 — «Пісні рідної сторони»,
- 1954 — Алеко, «Алеко», режисер С. І. Сідельов.

Викладав в Московському державному інституті театрального мистецтва ім. Луначарського.
Похований на Новодівичому цвинтарі.